# 沙面島
座標: 北緯23度6分25.875秒 東経113度14分41.883秒 / 北緯23.10718750度 東経113.24496750度

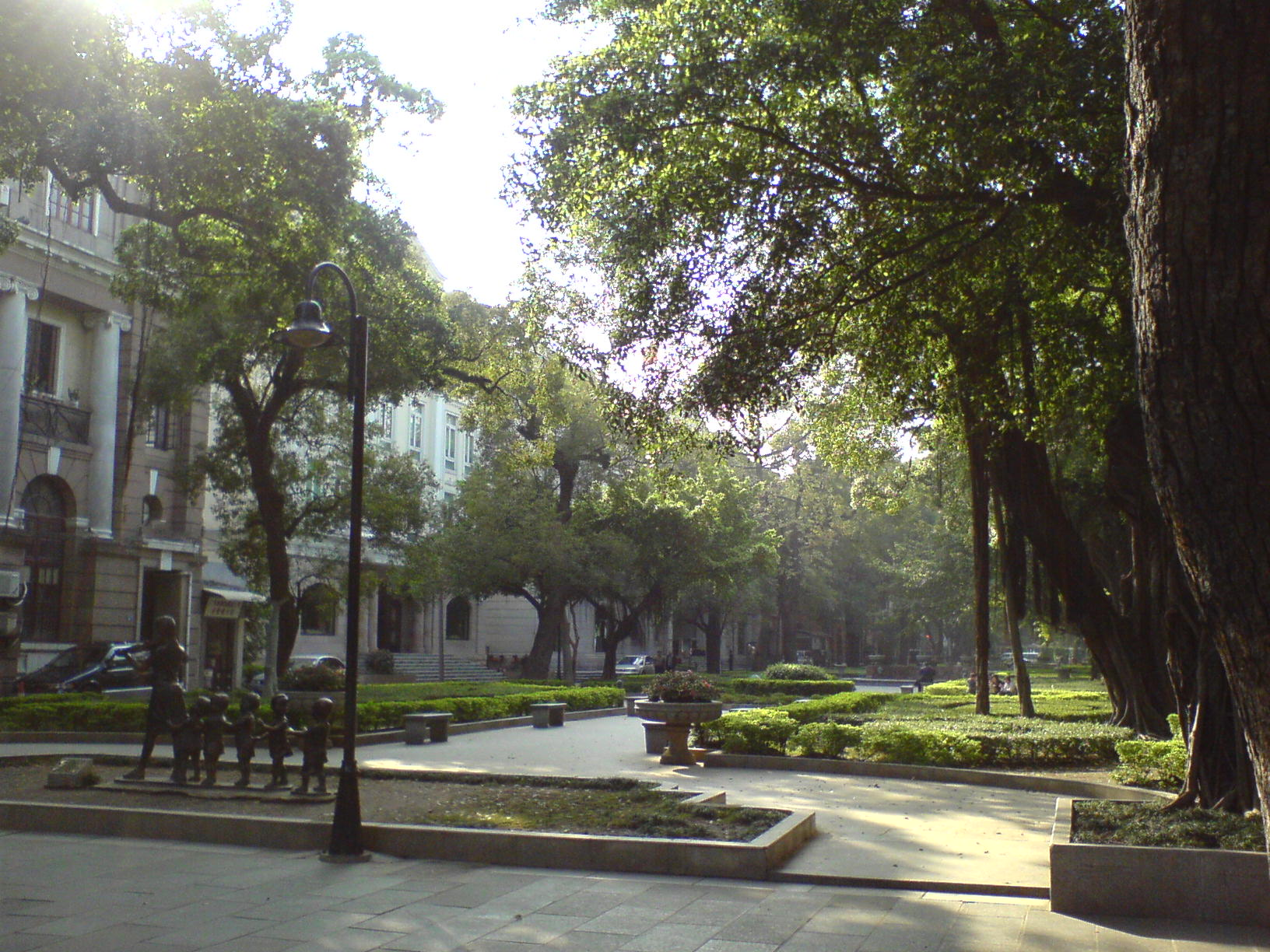
街並み　西洋建築が多い

1920年の地図

沙面島（さめんとう）とは、中華人民共和国の広州にある人工島。イギリス、フランスの両国が居留地建設の為に起工し、1862年（同治元年）に竣工した。
旧広州城外西関の南方、珠江に面する岸の一部を、運河開削を通じて陸から切り離した。かつて島の西部をイギリスが、東部をフランスが租界に設定しており、列強国の領事館や企業が多数進出していた。
島の中央を東西に横切るように沙面大街が走っており、北に沙面北街・南に沙面南街が平行して走っている。かつては、「イギリス橋」「フランス橋」と称された二本の橋だけが沙面島と岸を結ぶルートだったが、現在はいくつかの橋が増築された。島の南に広がるのが沙面公園である。
広州地下鉄6号線の文化公園駅が最寄り駅である。沙面島の建築物群は1996年に全国重点文物保護単位に指定された。

## 沙面租界

### 概説

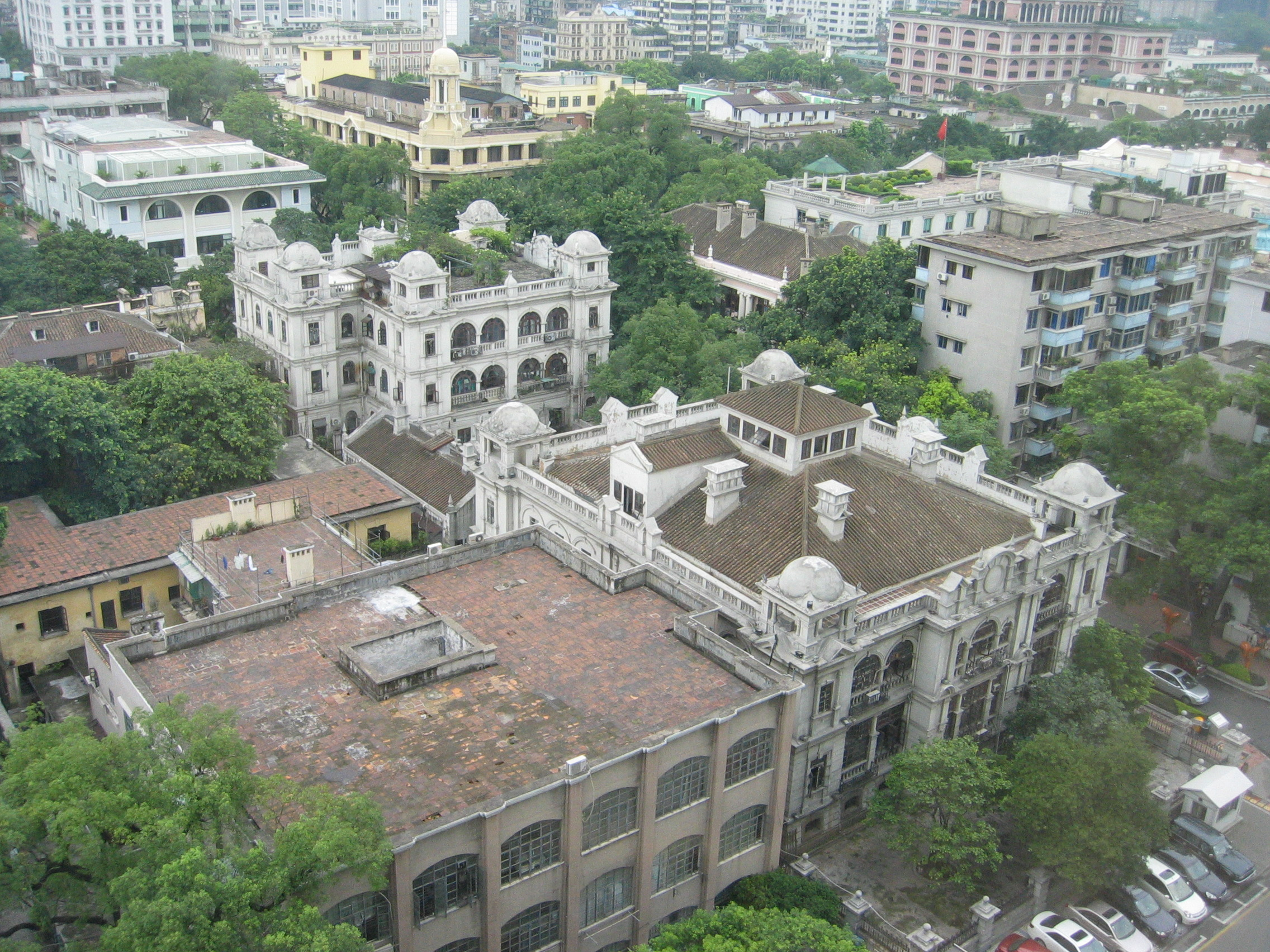
上から

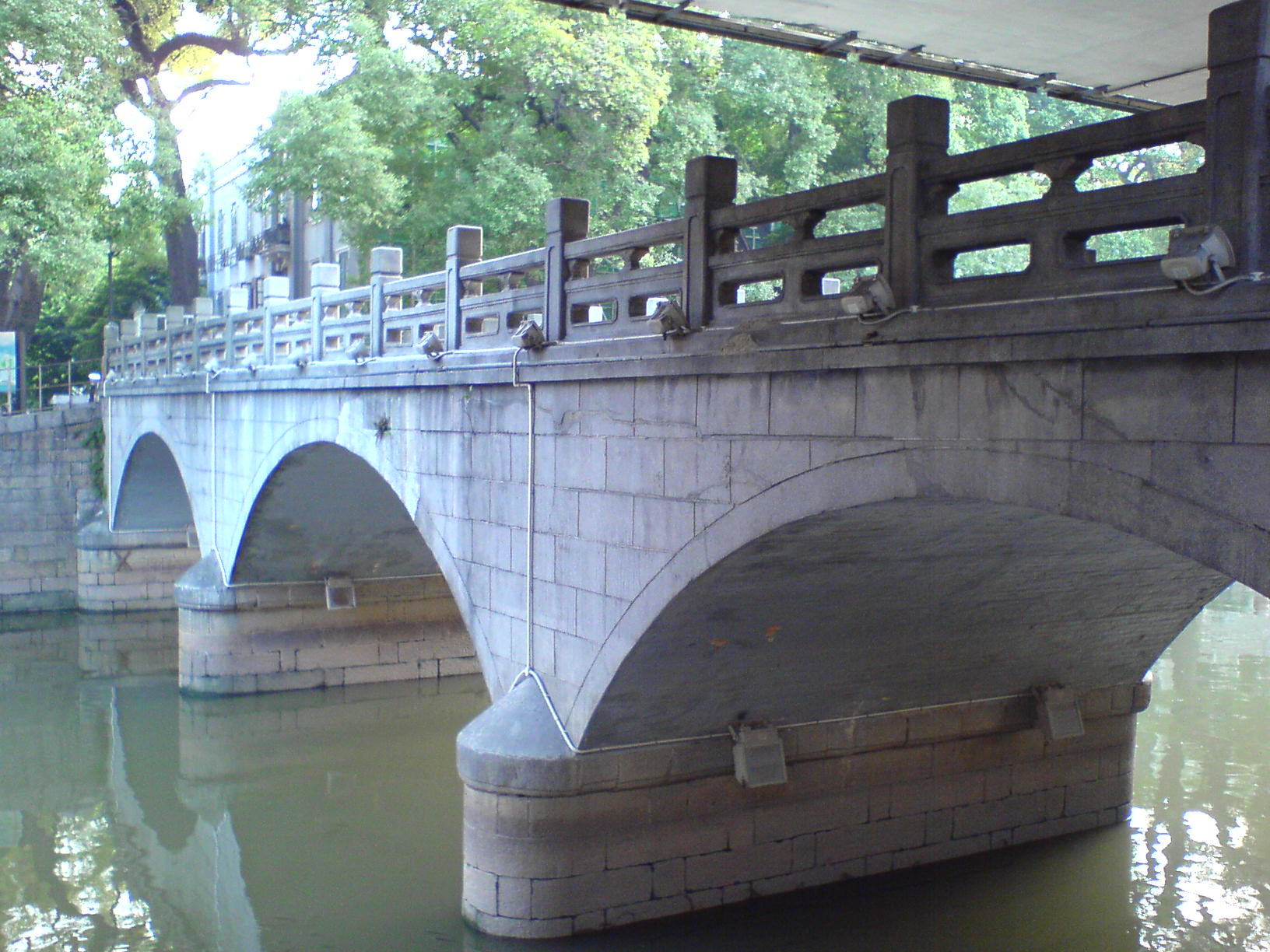
旧英租界への関門橋

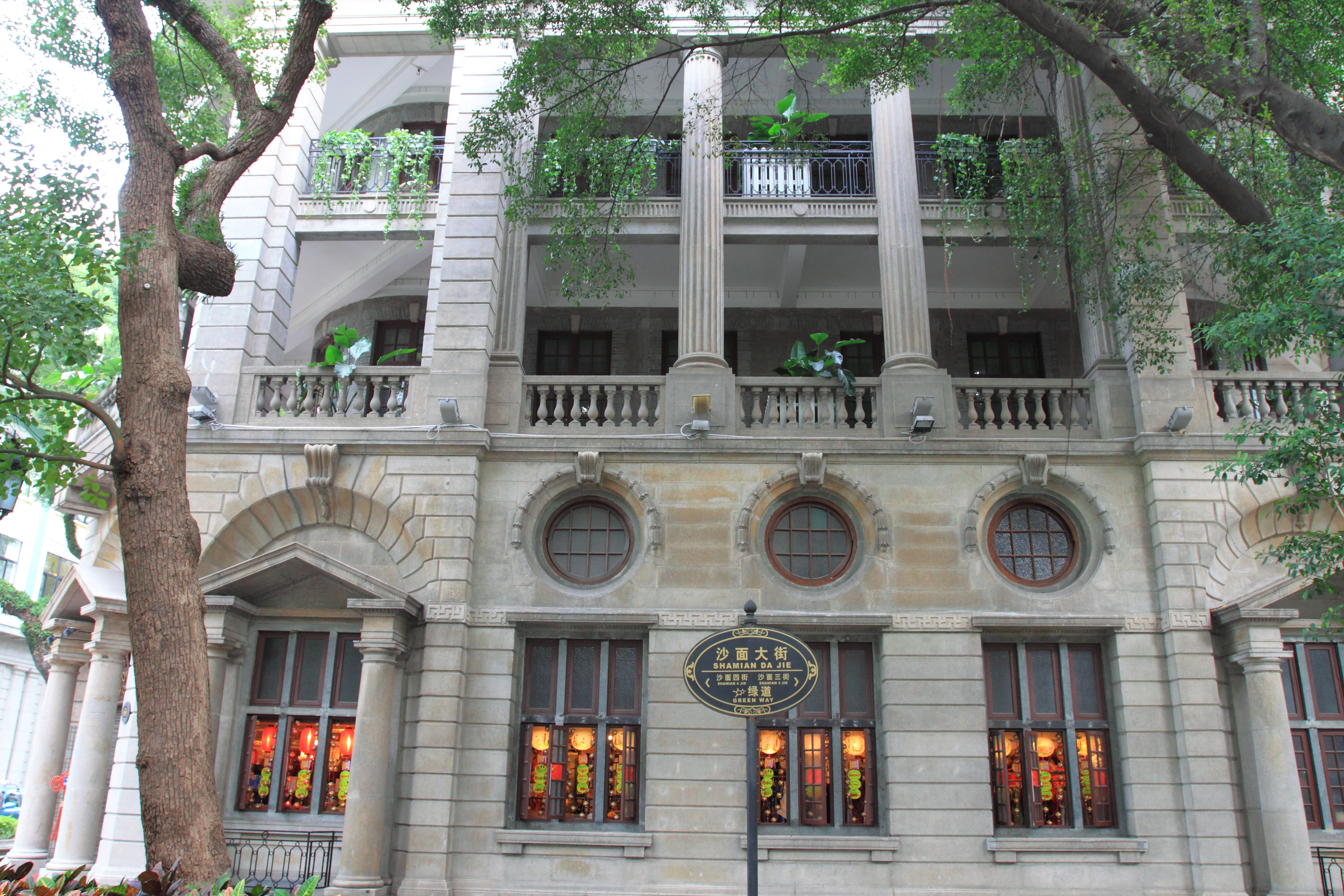
旧HSBC

南京条約によって広州を開港させたものの、反英運動に妨げられたため居留地の設定が出来なかった英国は、アロー戦争の終結後にようやくそれを実現する。1859年、即ち天津条約締結の翌年、戦勝の余勢を駆った英仏両国は川砂の堆積地であったこの場所を32万ドルの経費を投じて埋立て工事を始め、翌年租界設定に関する協定の締結を経て1862年に竣工、以来ここを「沙面」と称した。東西約900m、南北約300mの楕円形を為すこの島の西方5分の4を英国租界が占め、残りをフランス租界とした。両租界ともにそれぞれ一本の橋で対岸の市街と接続され、北関門を英国工部局が、東関門をフランス公董局が監督していた。租界内は自転車と轎（＝輿）以外の車両は通行が禁止され、橋の袂の関門はそれらの通行時以外に開かれることはなく、通行人は関門に設けられた小門から出入りした。土地柄、土匪海賊の輩も少なくなかった為、租界で雇用される以外の中国人は居住が禁止され、夜十時以降は一般中国人の出入りは原則許されなかった。また、島の各所に設けられた小埠頭や荷揚場も中国船の寄港が許されず、風体の怪しからん人物は往来で一々官憲の取り調べを受けた。人々はその保安警備の厳重さから、沙面を「武装居留地」と称した。
英仏両租界は各々土地家屋所有者から行政委員たちを選出し、毎年一回標準価格を査定させて各租界別に賦課徴税を行った。主な税に家屋税、土地税、営業税（英租界のみ）、生糸輸出税などがあり、他に自転車税や犬税が存在した。電力と通信のインフラは対岸の中国側から供給され、水道、下水道の設備に関しては英国租界だけが完備していた。
租界は夏季の防暑対策として、石灰を叩いた幅員約3.5ｍの道路を両側に通し、間の幅員約14ｍに芝生を貼り、道路との境界にはイスノキ、クスノキ、カツラ等を植樹して、街路はあたかも林野の中のような様相を呈した。また、江岸には空き地を設けて公園やグラウンドが整備された。当地には英国、フランス、ドイツ、日本、米国が領事館を構え、日英米の主要企業も多数進出していた（後述参照）。島内の主要施設は、病院4、学校2、教会2、著名企業の社屋9であった。
蔣介石による北伐や反英運動に遭遇して1930年までに次々と専管租界を手放した英国も、天津租界と沙面租界だけは維持し続けた。しかし太平洋戦争勃発を境に日本軍がこれら英租界を接収管理し、沙面英租界においては民政署を設立して行政権を中国側に移管した上で現地日本軍特務機関がこれを監督する施策を講じた。
その後1943年1月9日南京国民政府（汪兆銘政権）が米英に宣戦布告すると、同日日本政府は同政権支援のため中国での日本の特権放棄に関する協定を結び、同年3月30日に八つの日本専管租界の返還を実行し、沙面英租界では4月16日に現地軍による行政監督を廃止して中国側による行政権の完全回収を承認した。次いで当時日本と同盟関係にあったフランスもこの日本の措置に倣い、5月18日南京国民政府との間で租界還付実施の取極に調印、6月5日沙面フランス租界の返還を実施し、これにより80年余りに亘ってこの地に存在した租界は姿を消した。

### 列国権益の概況
- 英租界人口：1581人（外国人487人、中国人1094人）
- 仏租界人口：410人（外国人150人、中国人260人）

| 商号         | 国籍 | 業種 | 備考                    | 商号                                       | 国籍 | 業種 | 備考              |
| ------------ | ---- | ---- | ----------------------- | ------------------------------------------ | ---- | ---- | ----------------- |
| 三井物産     | 日本 | 石炭 |                         | 英美烟草公司（英米煙草トラスト社）         | 英国 | 煙草 |                   |
| 王子製紙     | 日本 | 製紙 |                         | 滙豐銀行（香港上海銀行）                   | 英国 | 銀行 |                   |
| 横浜正金銀行 | 日本 | 銀行 |                         | 渣打銀行（チャータード銀行）               | 英国 | 銀行 |                   |
| 台湾銀行     | 日本 | 銀行 |                         | 怡和洋行（ジャーディン・マセソン商会）     | 英国 | 機械 |                   |
| 日本郵船     | 日本 | 海運 |                         | 太古洋行（バターフィールド＆スワイヤー社） | 英国 | 貿易 | 桟橋5橋、倉庫27棟 |
| 大阪商船     | 日本 | 海運 | 定期船運行：広州 - 高雄 | 萬國寶通(花旗)銀行（シティ・バンク）       | 米国 | 銀行 |                   |
| 日清汽船     | 日本 | 海運 |                         | 美孚洋行（スタンダード石油）               | 米国 | 石油 | 桟橋1橋、倉庫1棟  |
| 伊藤洋行     | 日本 | 貿易 |                         | 徳士古公司（テキサス石油）                 | 米国 | 石油 |                   |
| 南洋倉庫     | 日本 | 倉庫 |                         | 亜細亜火油公司（アジア石油）               | 米国 | 石油 |                   |

（1938年10月当時）